# الایپیدی
الایپیدی (به لاتین: Allaippiddi) یک منطقهٔ مسکونی در سری‌لانکا است که در ناحیه جفنا واقع شده‌است.